# Saliou Ciss
Saliou Ciss (Dakar, 15 settembre 1989) è un calciatore senegalese, difensore del Feignies-Aulnoye. Con la nazionale senegalese si è laureato campione d'Africa nel 2022.

## Carriera

### Club
Ciss debuttò per il Tromsø in data 5 maggio 2010, quando subentrò a Mohammed Ahamed nel successo per uno a zero in casa del Brann. Nella sua prima stagione professionistica in Norvegia giocò 16 match totali, di cui 13 nella Tippeligaen e 3 nella coppa nazionale.

### Nazionale
Il 14 novembre 2012 debutta con la nazionale maggiore nella gara amichevole terminata 1-1 contro il Niger.
Viene convocato dal ct Aliou Cissé per partecipare a Mondiali 2018 ma a causa di un infortunio è costretto a lasciare il ritiro della nazionale venendo sostituito da Adama Mbengué.

## Statistiche
Statistiche aggiornate al 5 settembre 2017.

### Cronologia presenze e reti in nazionale
| Cronologia completa delle presenze e delle reti in nazionale ― Senegal | Cronologia completa delle presenze e delle reti in nazionale ― Senegal | Cronologia completa delle presenze e delle reti in nazionale ― Senegal | Cronologia completa delle presenze e delle reti in nazionale ― Senegal | Cronologia completa delle presenze e delle reti in nazionale ― Senegal | Cronologia completa delle presenze e delle reti in nazionale ― Senegal | Cronologia completa delle presenze e delle reti in nazionale ― Senegal | Cronologia completa delle presenze e delle reti in nazionale ― Senegal |
| Data                                                                   | Città                                                                  | In casa                                                                | Risultato                                                              | Ospiti                                                                 | Competizione                                                           | Reti                                                                   | Note                                                                   |
| ---------------------------------------------------------------------- | ---------------------------------------------------------------------- | ---------------------------------------------------------------------- | ---------------------------------------------------------------------- | ---------------------------------------------------------------------- | ---------------------------------------------------------------------- | ---------------------------------------------------------------------- | ---------------------------------------------------------------------- |
| 14-11-2012                                                             | Niamey                                                                 | Niger                                                                  | 1 – 1                                                                  | Senegal                                                                | Amichevole                                                             | -                                                                      |                                                                        |
| 31-5-2014                                                              | Buenos Aires                                                           | Colombia                                                               | 2 – 2                                                                  | Senegal                                                                | Amichevole                                                             | -                                                                      |                                                                        |
| 13-10-2015                                                             | Algeri                                                                 | Algeria                                                                | 1 – 0                                                                  | Senegal                                                                | Amichevole                                                             | -                                                                      |                                                                        |
| 13-11-2015                                                             | Antananarivo                                                           | Madagascar                                                             | 2 – 2                                                                  | Senegal                                                                | Qual. Mondiali 2018                                                    | -                                                                      |                                                                        |
| 17-11-2015                                                             | Dakar                                                                  | Senegal                                                                | 3 – 0                                                                  | Madagascar                                                             | Qual. Mondiali 2018                                                    | -                                                                      | 84’                                                                    |
| 3-9-2016                                                               | Dakar                                                                  | Senegal                                                                | 2 – 0                                                                  | Namibia                                                                | Qual. Coppa d'Africa 2017                                              | -                                                                      |                                                                        |
| 8-10-2016                                                              | Dakar                                                                  | Senegal                                                                | 2 – 0                                                                  | Capo Verde                                                             | Qual. Mondiali 2018                                                    | -                                                                      |                                                                        |
| 12-11-2016                                                             | Polokwane                                                              | Sudafrica                                                              | 2 – 1                                                                  | Senegal                                                                | Qual. Mondiali 2018                                                    | -                                                                      |                                                                        |
| 8-1-2017                                                               | Brazzaville                                                            | Libia                                                                  | 1 – 2                                                                  | Senegal                                                                | Amichevole                                                             | -                                                                      | 46’                                                                    |
| 11-1-2017                                                              | Brazzaville                                                            | Rep. del Congo                                                         | 0 – 2                                                                  | Senegal                                                                | Amichevole                                                             | -                                                                      |                                                                        |
| 23-1-2017                                                              | Franceville                                                            | Senegal                                                                | 2 – 2                                                                  | Algeria                                                                | Coppa d'Africa 2017 - 1º turno                                         | -                                                                      |                                                                        |
| 29-1-2017                                                              | Franceville                                                            | Senegal                                                                | 0 – 0 dts (4 – 5 dtr)                                                  | Camerun                                                                | Coppa d'Africa 2017 - Quarti di finale                                 | -                                                                      | 86’                                                                    |
| 27-3-2017                                                              | Parigi                                                                 | Costa d'Avorio                                                         | 1 – 1                                                                  | Senegal                                                                | Amichevole                                                             | -                                                                      | 64’                                                                    |
| 2-9-2017                                                               | Dakar                                                                  | Senegal                                                                | 0 – 0                                                                  | Burkina Faso                                                           | Qual. Mondiali 2018                                                    | -                                                                      |                                                                        |
| 5-9-2017                                                               | Ouagadougou                                                            | Burkina Faso                                                           | 2 – 2                                                                  | Senegal                                                                | Qual. Mondiali 2018                                                    | -                                                                      |                                                                        |
| 10-11-2017                                                             | Polokwane                                                              | Sudafrica                                                              | 0 – 2                                                                  | Senegal                                                                | Qual. Mondiali 2018                                                    | -                                                                      | 90+3’                                                                  |
| 14-11-2017                                                             | Dakar                                                                  | Senegal                                                                | 2 – 1                                                                  | Sudafrica                                                              | Qual. Mondiali 2018                                                    | -                                                                      | 73’                                                                    |
| 31-5-2018                                                              | Lussemburgo                                                            | Lussemburgo                                                            | 0 – 0                                                                  | Senegal                                                                | Amichevole                                                             | -                                                                      | 48’                                                                    |
| 1-7-2019                                                               | Il Cairo                                                               | Kenya                                                                  | 0 – 3                                                                  | Senegal                                                                | Coppa d'Africa 2019 - 1º turno                                         | -                                                                      |                                                                        |
| 17-11-2019                                                             | Manzini                                                                | eSwatini                                                               | 1 – 4                                                                  | Senegal                                                                | Qual. Coppa d'Africa 2021                                              | -                                                                      | 90+5’                                                                  |
| 9-10-2020                                                              | Rabat                                                                  | Marocco                                                                | 3 – 1                                                                  | Senegal                                                                | Amichevole                                                             | -                                                                      |                                                                        |
| 5-6-2021                                                               | Thiès                                                                  | Senegal                                                                | 3 – 1                                                                  | Zambia                                                                 | Amichevole                                                             | -                                                                      |                                                                        |
| 8-6-2021                                                               | Thiès                                                                  | Senegal                                                                | 2 – 0                                                                  | Capo Verde                                                             | Amichevole                                                             | -                                                                      |                                                                        |
| 1-9-2021                                                               | Thiès                                                                  | Senegal                                                                | 2 – 0                                                                  | Togo                                                                   | Qual. Mondiali 2022                                                    | -                                                                      |                                                                        |
| 7-9-2021                                                               | Brazzaville                                                            | Rep. del Congo                                                         | 1 – 3                                                                  | Senegal                                                                | Qual. Mondiali 2022                                                    | -                                                                      | 61’                                                                    |
| 9-10-2021                                                              | Thiès                                                                  | Senegal                                                                | 4 – 1                                                                  | Namibia                                                                | Qual. Mondiali 2022                                                    | -                                                                      | 89’                                                                    |
| 12-10-2021                                                             | Johannesburg                                                           | Namibia                                                                | 1 – 3                                                                  | Senegal                                                                | Qual. Mondiali 2022                                                    | -                                                                      | 69’                                                                    |
| 11-11-2021                                                             | Lomé                                                                   | Togo                                                                   | 1 – 1                                                                  | Senegal                                                                | Qual. Mondiali 2022                                                    | -                                                                      |                                                                        |
| 14-11-2021                                                             | Thiès                                                                  | Senegal                                                                | 2 – 0                                                                  | Rep. del Congo                                                         | Qual. Mondiali 2022                                                    | -                                                                      |                                                                        |
| 14-1-2022                                                              | Bafoussam                                                              | Senegal                                                                | 0 – 0                                                                  | Guinea                                                                 | Coppa d'Africa 2021 - 1º turno                                         | -                                                                      |                                                                        |
| 18-1-2022                                                              | Bafoussam                                                              | Malawi                                                                 | 0 – 0                                                                  | Senegal                                                                | Coppa d'Africa 2021 - 1º turno                                         | -                                                                      | 85’                                                                    |
| 25-1-2022                                                              | Bafoussam                                                              | Senegal                                                                | 2 – 0                                                                  | Capo Verde                                                             | Coppa d'Africa 2021 - Ottavi di finale                                 | -                                                                      | 82’                                                                    |
| 30-1-2022                                                              | Yaoundé                                                                | Senegal                                                                | 3 – 1                                                                  | Guinea Equatoriale                                                     | Coppa d'Africa 2021 - Quarti di finale                                 | -                                                                      | 9’                                                                     |
| 2-2-2022                                                               | Yaoundé                                                                | Burkina Faso                                                           | 1 – 3                                                                  | Senegal                                                                | Coppa d'Africa 2021 - Semifinale                                       | -                                                                      |                                                                        |
| 6-2-2022                                                               | Yaoundé                                                                | Senegal                                                                | 0 – 0 dts (4 – 2 dtr)                                                  | Egitto                                                                 | Coppa d'Africa 2021 - Finale                                           | -                                                                      |                                                                        |
| 25-3-2022                                                              | Il Cairo                                                               | Egitto                                                                 | 1 – 0                                                                  | Senegal                                                                | Qual. Mondiali 2022                                                    | -                                                                      | [ 3 ]                                                                  |
| 29-3-2022                                                              | Dakar                                                                  | Senegal                                                                | 1 – 0 dts (3 – 1 dtr)                                                  | Egitto                                                                 | Qual. Mondiali 2022                                                    | -                                                                      |                                                                        |
| 4-6-2022                                                               | Diamniadio                                                             | Senegal                                                                | 3 – 1                                                                  | Benin                                                                  | Qual. Coppa d'Africa 2023                                              | -                                                                      | 77’                                                                    |
| 7-6-2022                                                               | Kigali                                                                 | Ruanda                                                                 | 0 – 1                                                                  | Senegal                                                                | Qual. Coppa d'Africa 2023                                              | -                                                                      | 57’                                                                    |
| Totale                                                                 |                                                                        | Presenze                                                               | 39                                                                     |                                                                        | Reti                                                                   | 0                                                                      |                                                                        |

| Cronologia completa delle presenze e delle reti in nazionale ― Senegal Olimpica | Cronologia completa delle presenze e delle reti in nazionale ― Senegal Olimpica | Cronologia completa delle presenze e delle reti in nazionale ― Senegal Olimpica | Cronologia completa delle presenze e delle reti in nazionale ― Senegal Olimpica | Cronologia completa delle presenze e delle reti in nazionale ― Senegal Olimpica | Cronologia completa delle presenze e delle reti in nazionale ― Senegal Olimpica | Cronologia completa delle presenze e delle reti in nazionale ― Senegal Olimpica | Cronologia completa delle presenze e delle reti in nazionale ― Senegal Olimpica |
| Data                                                                            | Città                                                                           | In casa                                                                         | Risultato                                                                       | Ospiti                                                                          | Competizione                                                                    | Reti                                                                            | Note                                                                            |
| ------------------------------------------------------------------------------- | ------------------------------------------------------------------------------- | ------------------------------------------------------------------------------- | ------------------------------------------------------------------------------- | ------------------------------------------------------------------------------- | ------------------------------------------------------------------------------- | ------------------------------------------------------------------------------- | ------------------------------------------------------------------------------- |
| 26-7-2012                                                                       | Manchester                                                                      | Regno Unito Olimpica                                                            | 1 – 1                                                                           | Senegal Olimpica                                                                | Olimpiadi 2012 - 1º turno                                                       | -                                                                               |                                                                                 |
| 29-7-2012                                                                       | Londra                                                                          | Senegal Olimpica                                                                | 2 – 0                                                                           | Uruguay Olimpica                                                                | Olimpiadi 2012 - 1º turno                                                       | -                                                                               |                                                                                 |
| 4-8-2012                                                                        | Londra                                                                          | Messico Olimpica                                                                | 4 – 2                                                                           | Senegal Olimpica                                                                | Olimpiadi 2012 - Quarti di finale                                               | -                                                                               |                                                                                 |
| Totale                                                                          |                                                                                 | Presenze                                                                        | 3                                                                               |                                                                                 | Reti                                                                            | 0                                                                               |                                                                                 |

## Palmarès

### Nazionale
- Coppa d'Africa: 1

Camerun 2021

### Individuale
- Squadre del torneo della Coppa d'Africa: 1

Camerun 2021